# Jurček (ime)
Jurček je moško osebno ime.

## Izvor imena
Ime Jurček  je različica moškega osebnega imena Jurij.

## Pogostost imena
Po podatkih Statističnega urada Republike Slovenije je bilo na dan 31. decembra 2007 v Sloveniji število moških oseb z imenom Jurček: 118.

## Osebni praznik
Osebe z imenom Jurček lahko godujejo takrat kot osebe z imenom Jurij.